# Islande aux Jeux olympiques d'hiver de 2002
L'Islande participe aux Jeux olympiques d'hiver de 2002 à Salt Lake City.

## Athlètes engagés
Six skieurs alpins représentent l'Islande durant ces Jeux dont quatre hommes et deux femmes.